# 浦添市立仲西中学校
浦添市立仲西中学校（うらそえしりつ なかにしちゅうがっこう）は、沖縄県浦添市屋富祖二丁目にある公立中学校。略称は「仲中」。

## 沿革
- 1948年 - 開校。

## アクセス
大平特別支援学校前バス停
- 55番・牧港線　（琉球バス交通）
- 56番・浦添線　（琉球バス交通）
- 99番・天久新都心線　（琉球バス交通）

## 通学区域
伊祖一丁目、二丁目、大平一丁目、二丁目1番～12番、宮城一丁目、二丁目、三丁目、四丁目、六丁目1番～5番、仲西一丁目、二丁目、字城間2666番地、城間一丁目1番～31番1号、一丁目31番3号～40番、二丁目、三丁目、四丁目3番6号～17号、四丁目4番～5番、屋富祖一丁目、二丁目、三丁目、四丁目

### 区域小学校
- 浦添市立仲西小学校
- 浦添市立浦城小学校
- 浦添市立宮城小学校

生徒数は900人から1000人程度。
英検の推進校でもある。